# Fűzmoha
A fűzmoha (Leskea polycarpa) egy lombosmoha faj, a Leskeaceae családból. Magyar nevét onnan kapta, hogy az árterekben fűzfák kérgén nagyon gyakori, akár tömeges is lehet.

## Jellemzői
A növények 2–4 cm hosszúak, laza gyepet alkotnak a fák törzsén. Pleurokarp (oldaltermő) felépítésűek, szabálytalanul elágazó száruk gyökerecskéikkel erősen az aljzathoz tapad. Kúszó hajtásuk piszkos-, sárgászöld színű. Az oldalhajtások 3-5 milliméter hosszúak, kissé felállóak. A parafilliumok (levelek közötti apró levélszerű vagy fonál alakú képződmények a száron) lándzsa alakúak, de ritkák. A főhajtáson a levelek 0,8-1,2 mm hosszúak, szív alakúak,széles alappal és hegyes csúccsal, enyhén hajlottak. Szárazon a szárhoz simulnak, de nedvesen elállóak. A levélér erőteljes, a levél csúcsáig ér. A levélsejtek az egész levél felületén romboid alakúak, rövidek, a levél tövénél lekerekítettek. A sejtek a papillázottak. Az oldalágak levelei is ilyenek, de kisebbek, azok csak 0,5-0,8 mm hosszúak.
A spóratok körülbelül 10 mm hosszú toknyélen (seta) ül. Alakja hengeres, egyenes vagy nagyon enyhén ívelt. A tokhoz egyenesen kapcsolódik. A tok fedele hegyes kúp alakú, rövid. A spórák 12-16 mikrométer átmérőjűek, május-júniusban érnek. A növény bőségesen hoz spóratokokat.

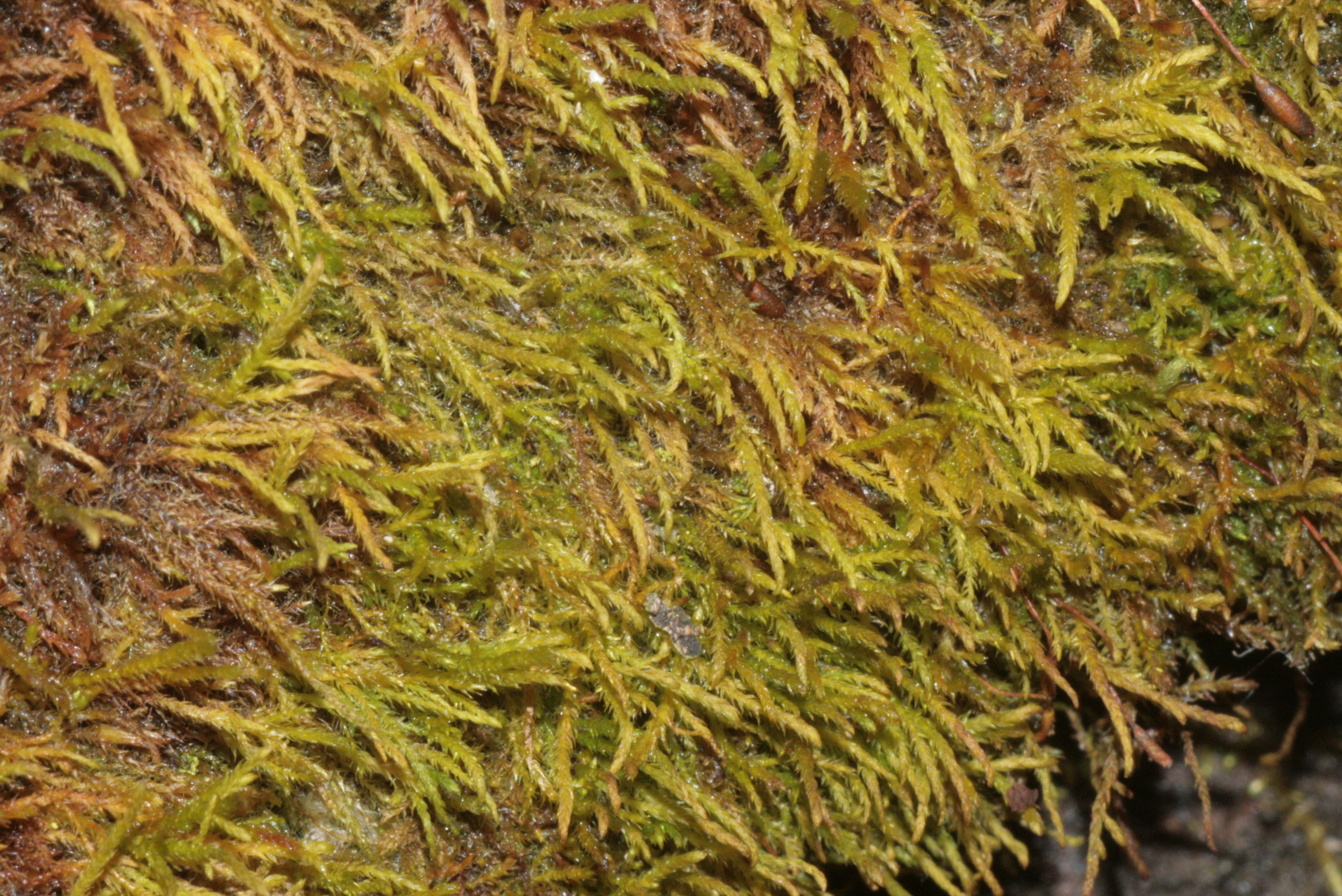
Habitus kép a nedves növényekről
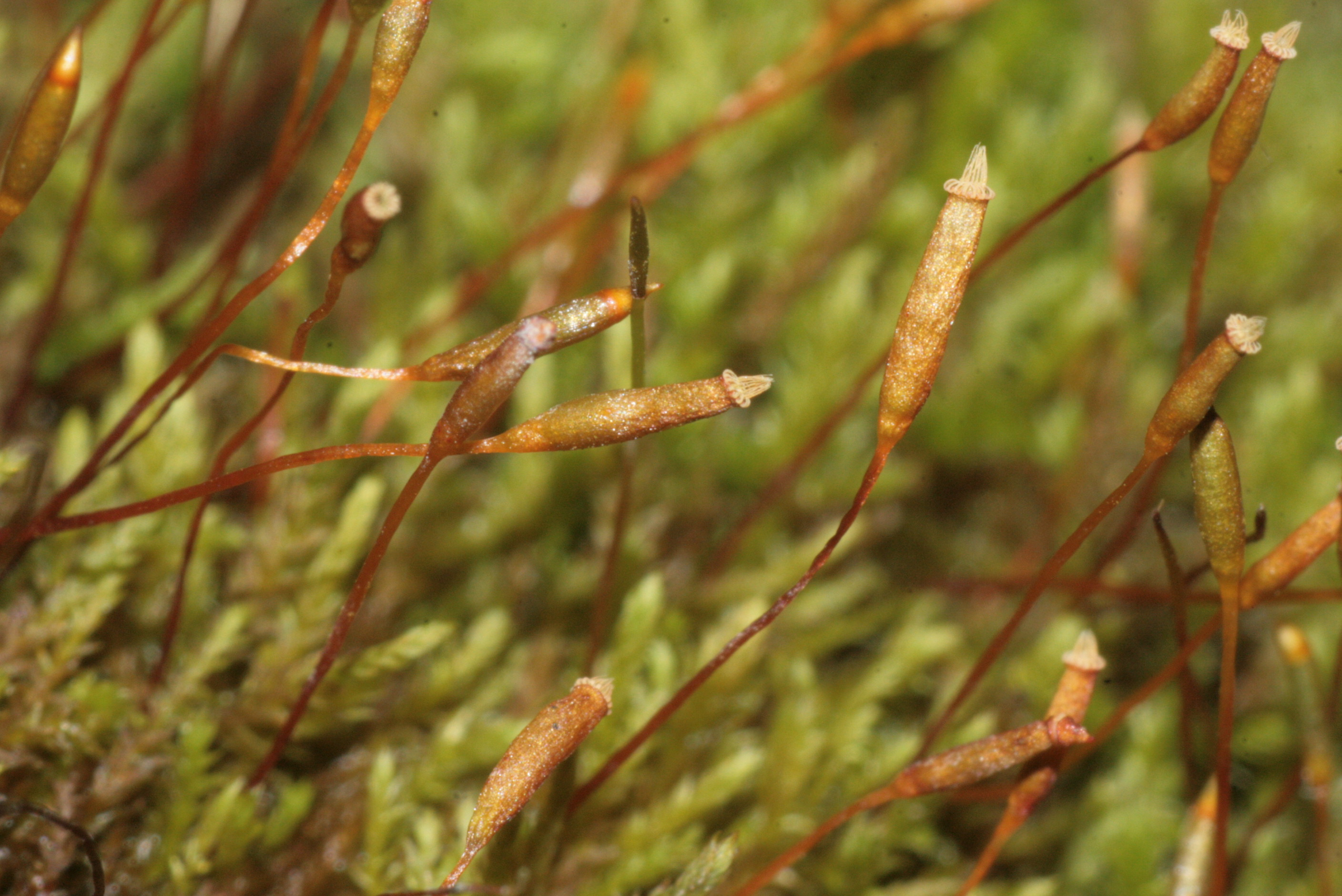
Spóratokok
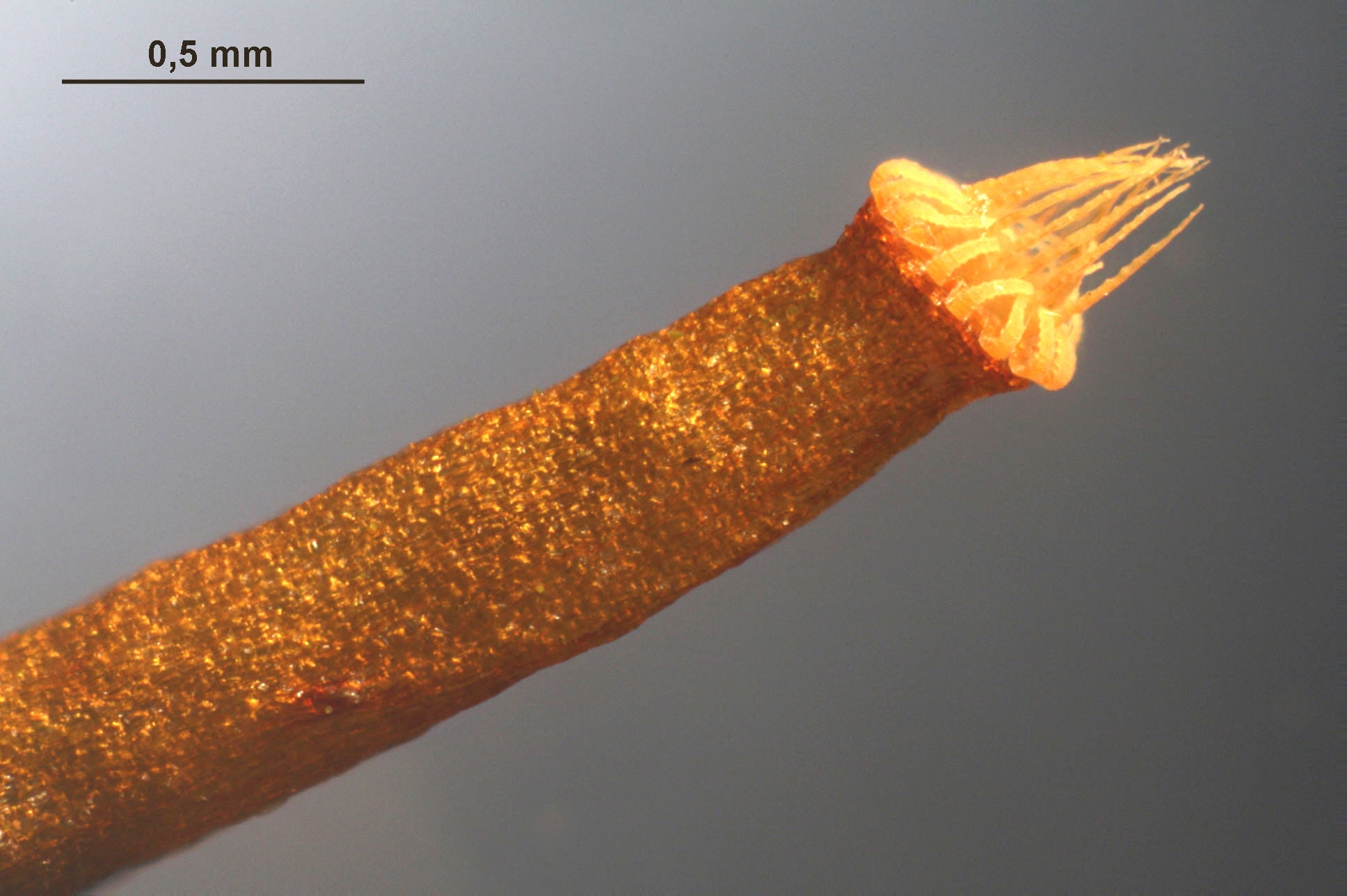
Spóratok közelről
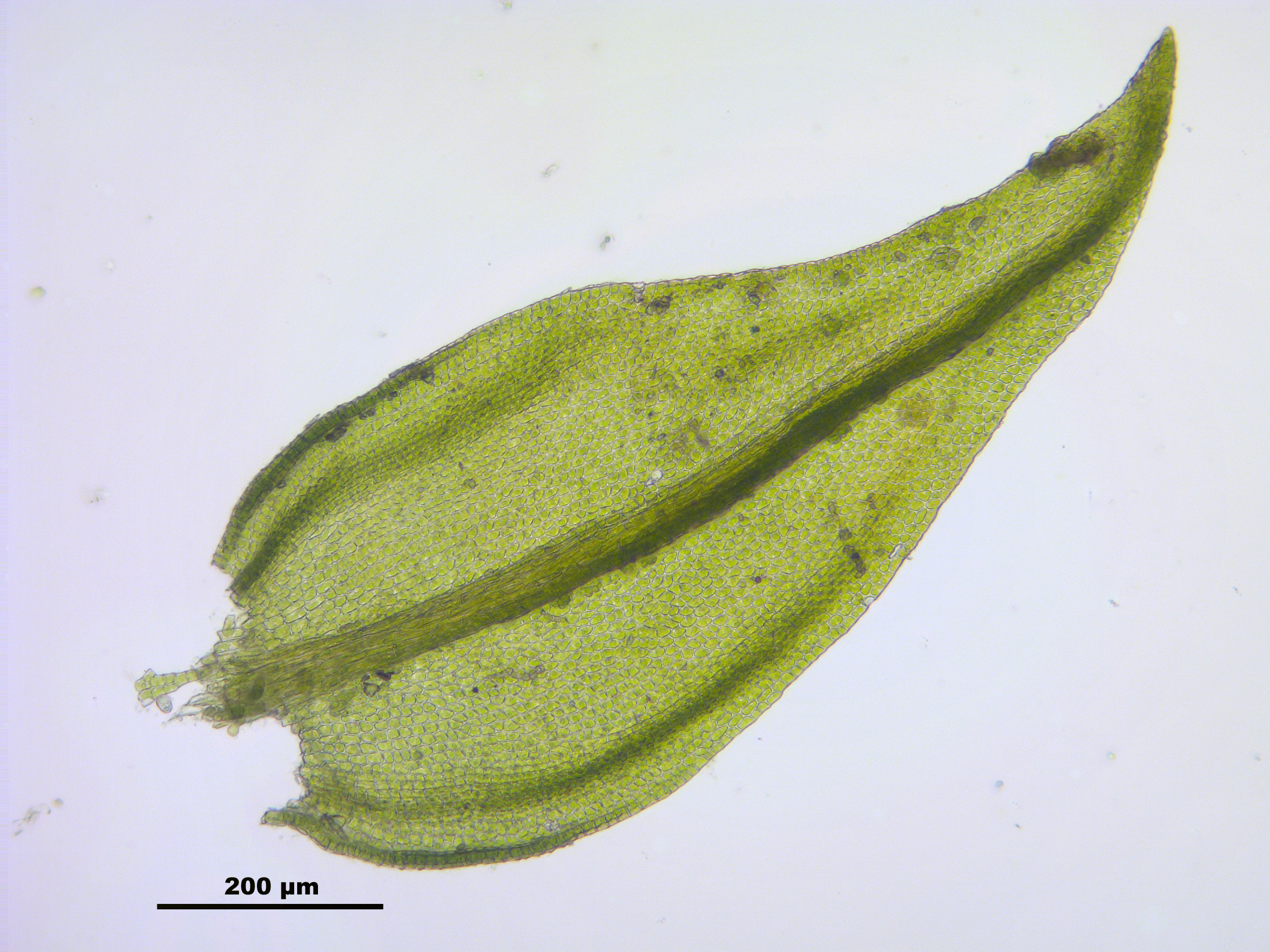
A levél mikroszkopikus képe

## Élőhelye, elterjedése
A Leskea polycarpa elsősorban az árterek, nedves élőhelyek közelében gyakori, itt nő többnyire lombhullató fák kérgén (nyárfa, fűzfa), nagyon ritkán köveken. Alacsony fekvésű területeken él, maximum 700 méter tengerszint feletti magasságig.
Az északi féltekén gyakori: Európában, Ázsiában, Észak-Amerikában, Észak-Afrikában. Magyarországon is gyakori faj. Vörös listás besorolása: nem veszélyeztetett (LC).

## Fordítás
- Ez a szócikk részben vagy egészben  a   Leskea_polycarpa című német Wikipédia-szócikk ezen változatának fordításán alapul.  Az eredeti cikk szerkesztőit annak laptörténete sorolja fel. Ez a jelzés csupán a megfogalmazás eredetét és a szerzői jogokat jelzi, nem szolgál a cikkben szereplő információk forrásmegjelöléseként.